# Volker Tannert
Volker Tannert (Recklinghausen, 19 de marzo de 1955) es un pintor y escultor neoexpresionista alemán. 
Entre 1975 y 1979 estudió en la Staatliche Kunstakademie de Düsseldorf. Miembro de los Neue Wilden (los Nuevos Salvajes), nombre dado a los neoexpresionistas alemanes, Tannert destaca por la visión apocalíptica de su obra, para la que se inspira en ciertos paisajes realizados por los románticos y los simbolistas. Sus obras, de gran formato, tienden hacia la abstracción, conjugando diversos elementos figurativos para dar mayor simbolismo a su obra. Su técnica destaca por la violencia de su pincelada.

## Exposiciones
- 1981 Rundschau Deutschland I. München Lothringerstraße, Múnich.
- 1981 Rundschau Deutschland II. Klapperhof, Colonia.
- 1982 12 pintores de Alemania, Kunsthalle Kassel y Museo Boymans Van Beuningen, Róterdam.
- 1982 Documenta 7, Kassel.
- 1982 Zeitgeist, Martin-Gropius-Bau, Berlín.
- 1984 Origen y Visión, Madrid, Barcelona y Ciudad de México.